# Дзензерский, Виктор Александрович
Виктор Александрович Дзензерский (род. 1944) — украинский промышленный деятель и учёный, Герой Украины (2008).
Директор Института транспортных систем и технологий НАН Украины, Президент МНПК «ВЕСТА», доктор технических наук (1998), профессор (1999), академик Транспортной академии Украины.

## Биография
Родился 20 августа 1944 года в с. Кельменцы Черновицкой области.
В 1965 году окончил физико-математический факультет Черновицкого государственного университета по специальности «Металлофизика». В 1975 году защитил кандидатскую диссертацию «Определение состава метастабильных фаз бинарных сплавов на основе свинца», а в 1998 году — докторскую диссертацию «Научно-технические основы создания высокоскоростного наземного транспорта с использованием электродинамической левитации».
Свою трудовую деятельность Дзензерский начал в 1967 году в системе Национальной академии наук, где прошел путь от младшего научного сотрудника до директора Института транспортных систем и технологий НАН Украины (ИТСТ НАН Украины), который был создан по его инициативе. Одним из основных научных направлений деятельности Института, возглавляемого В. А. Дзензерским, является разработка автономных химических источников тока — аккумуляторов.
Имеет более 300 научных работ и изобретений, защищенных 49 авторскими свидетельствами и 91 патентом Украины и Российской Федерации, из которых более 50 патентов связаны с разработкой конструкций и технологий производства свинцово-кислотных аккумуляторных батарей.
В. А. Дзензерский является основным вдохновителем и организатором создания на Украине новой отрасли промышленности — производства и утилизации свинцово-кислотных аккумуляторных батарей. Под руководством В. А. Дзензерского научно-производственными коллективами было спроектировано и построено без привлечения бюджетных средств 7 заводов на Украине и 2 в России.

## Награды и звания
- Звание Герой Украины (с вручением ордена Державы, 20.08.2008 — за выдающиеся личные заслуги перед Украинским государством в укреплении отечественного промышленного потенциала, многолетнюю плодотворную научную деятельность).
- Полный кавалер ордена «За заслуги» (1998[3], 2002[4], 2005[5]).
- Награждён почетной грамотой Верховной Рады Украины (2004).
- Почетное отличие «Заслуженный деятель Транспортной академии Украины» (2004).
- Лауреат Государственной премии Украины в области науки и техники (1999).
- Лауреат премии НАН Украины.